# Jules Antoine Lissajous
Jules Antoine Lissajous, född 4 mars 1822 i Versailles, död 24 juni 1880 i Plombières-lès-Dijon, var en fransk fysiker.
Lissajous var fysiklärare i Paris och rektor i Chambéry 1874-75 samt i Besançon 1875-79. Han utförde undersökningar inom optiken och akustiken. Lissajous mest berömda arbete är Étude optique des mouvements vibratoires (1873), i vilket han beskrev en serie försök att åskådliggöra svängningsrörelser, framför allt hos ljuset. Han utförde också detaljerade studier av den kurvfamilj som efter honom kommit att kallas lissajouskurvor.
Lissajous invaldes 1857 som ledamot av Kungliga Musikaliska Akademien i Stockholm.